# Olga Stanislavovna Potocka
Ol'ga Stanislavovna Potocka, in russo Ольга Станиславовна Потоцкая? (Tul'čyn, 1802 – Parigi, 7 ottobre 1861), è stata una nobildonna russa.

## Biografia
Era la figlia del magnate polacco Stanisław Szczęsny Potocki, e di sua moglie, Sofia Kostantinovna Clavone. Nel 1805, alla morte di suo padre, sua madre si occupò degli affari di famiglia. Uno dei principali avvocati di Sofia era il conte Miloradovič, che si innamorò della giovane Ol'ga. Un altro pretendente fu il principe Pavel Petrovič Lopuchin.
Su consiglio dei dottori, Sofia insieme con Ol'ga nel 1821, lasciò San Pietroburgo. Il 12 novembre 1822 arrivarono a Berlino, dove Sofia morì. Dopo la morte di sua madre, Ol'ga ereditato Mischor, e sua sorella ereditò Massandra, entrambi in Crimea.

## Matrimonio

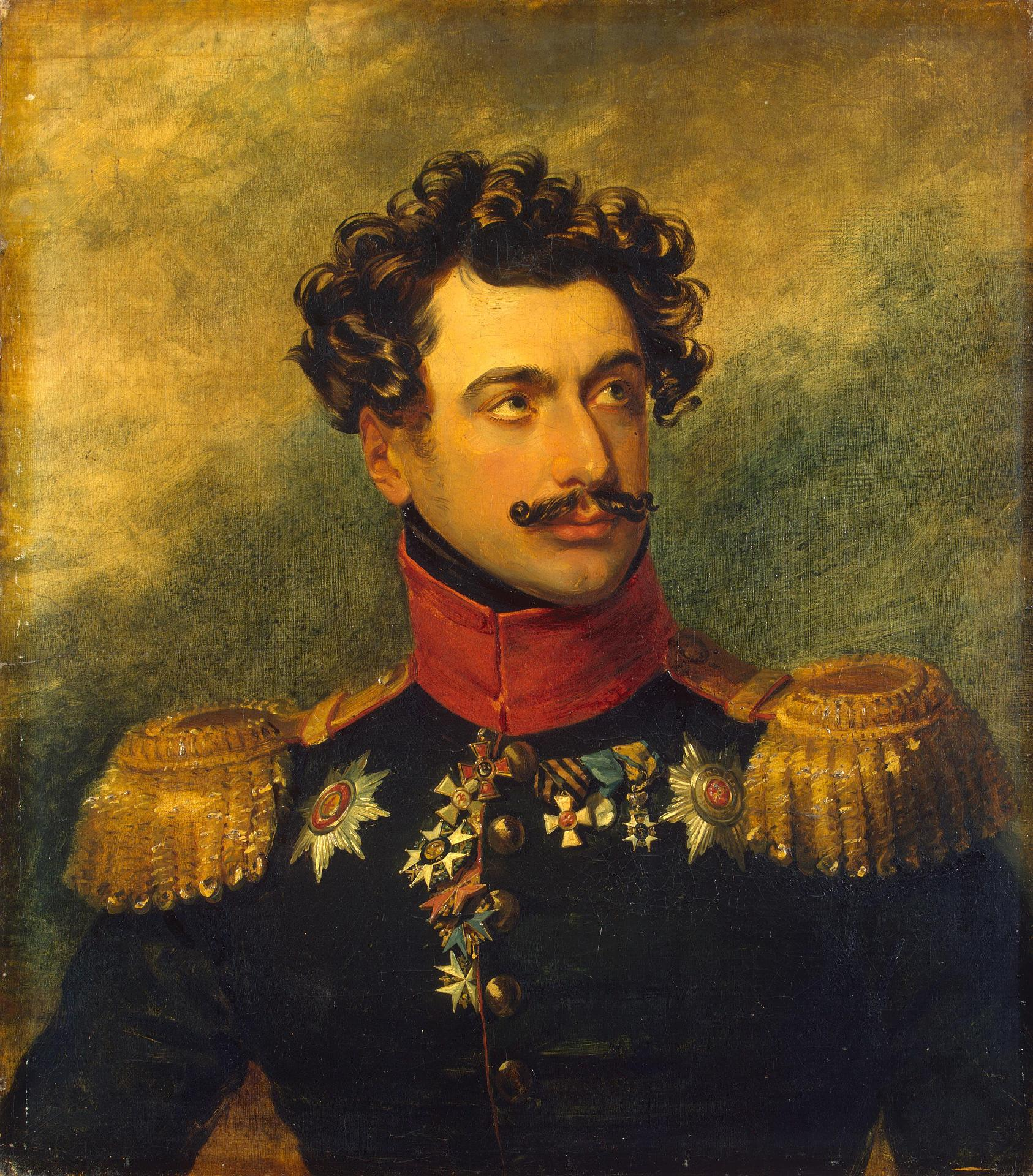
Ritratto di Lev Naryškin, di George Dawe.

Dopo la morte della madre, Ol'ga frequentò Elizaveta Ksaver'evna Branickaja, moglie del conte Michail Semënovič Voroncov.
Nel marzo 1824, sposò a Odessa, Lev Aleksandrovič Naryškin. Il matrimonio non fu felice. Ebbero una figlia:
- Sof'ja (1829-1894), sposò Pëtr Pavlovič Šuvalov (1819-1900)

Nel 1838, Ol'ga e sua figlia accompagnarono il marito all'estero, dove hanno trascorso alcuni anni. Hanno vissuto a Vienna, Berlino, Monaco di Baviera e Roma.

## Ultimi anni e morte
Dopo la separazione con la figlia, Ol'ga si prese cura del marito, ormai malato. La salute di suo marito peggiorò di giorno in giorno. Nel novembre del 1846, suo marito morì a Napoli. La salma fu riportata a San Pietroburgo e fu seppellito nel sepolcro dell'Annunciazione del Monastero di Aleksandr Nevskij. Ol'ga si stabilì, con la famiglia di sua figlia, in Crimea.
Alla fine del 1850, Ol'ga partì per Parigi. Morì il 7 ottobre 1861 e fu sepolta nel cimitero di Père-Lachaise.